# 메디 네브부

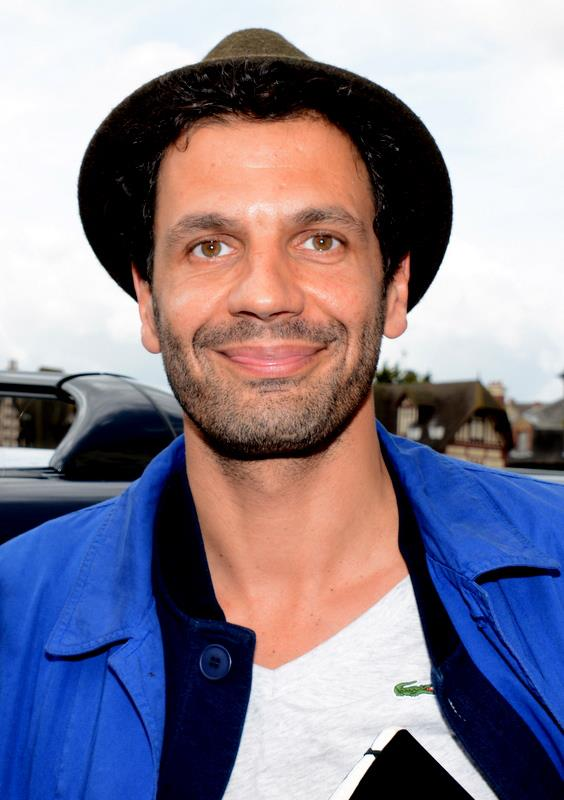

메디 네브부(Mehdi Nebbou, 1971년 1월 10일 ~ )는 프랑스의 배우, 영화배우, 텔레비전 배우이다.
바욘에서 태어났다.

## 영화
- 마더스 인스팅트 (2018년) - 시몬 역
- 애니멀즈 (2017년)
- 더 픽서 (2016년)
- 괴물 가족 (2015년)
- 해피 아워 (2015년)
- 쿠키 (2013년)
- 조제핀 (2013년)
- 자인 렛체스 렌넨 (2013년)
- 루 만다르 (2012년)
- 민스 알로르! (2012년)
- 굿모닝 맨하탄 (2012년) - 로랑 역
- 스위치 (2011년)
- 스페셜 포스 (2011년) - 아민 역
- 바이 나이트 (2010년)
- 잃어버린 황금을 찾아서 (2010년)
- 마그마 (2009년)
- 롱 샤도우스 (2008년)
- 시크릿 디펜스 (2008년)
- 캐쉬 (2008년)
- 베를린 콜링 (2008년)
- 라이벌즈 (2008년)
- 바디 오브 라이즈 (2008년) - 니자즈 역
- 갱스터즈 (2007년)
- 페이 그림 (2006년)
- 허공에의 질주 (2006년)
- 슬리퍼 에이전트 (2005년)
- 뮌헨 (2005년) - 알리 하산 살라메 역
- 마이 스윗 홈 (2001년)

## 드라마
- HPI 시즌 3 (2025년) - 카라데크 역